# Immortal Cities: Children of the Nile
Immortal Cities: Children of the Nile (рус. Бессмертные города: Дети Нила) — градостроительный симулятор, историческая стратегия, посвящённая Древнему Египту. Разработана компанией Tilted Mill Entertainment. Выпущена в ноябре 2004 года в США и в феврале 2005 в Европе. В России более известна как Дети Нила.

## Критика
| Сводный рейтинг       | Сводный рейтинг |
| Агрегатор             | Оценка          |
| --------------------- | --------------- |
| GameRankings          | 75,42 %         |
| Русскоязычные издания |                 |
| Издание               | Оценка          |
| Absolute Games        | 74 %            |

Рецензент AG.ru назвал Immortal Cities облегченной версией Pharaoh, отмечая при этом, что упрощение игрового процесса во многом оправдано. Положительно отметив более информативный интерфейс, уменьшение микроконтроля и улучшенный искусственный интеллект, высказал сожаление, что сценарии игры однообразны и скучны. Общая оценка — 74 %.